# Paris-Roubaix de 1903
A 8.º edição da corrida ciclista Paris-Roubaix teve lugar a 11 de abril de 1903 e foi vencida pelo francês Hippolyte Aucouturier. A prova contou com 268 kil. 51 corredores tomaram a saída.

## Classificação final
|    | Ciclista              | Equipa | Tempo      |
| -- | --------------------- | ------ | ---------- |
| 1  | Hippolyte Aucouturier | -      | 9h 12' 30" |
| 2  | Claude Chapperon      | -      | + 02"      |
| 3  | Louis Trousselier     | -      | + 39"      |
| 4  | Edouard Wattelier     | -      | + 1'02"    |
| 5  | Georges Lorgeou       | -      | + 28'30"   |
| 6  | Jean Fischer          | -      | + 39'30"   |
| 7  | Arthur Pasquier       | -      | + 42'30"   |
| 8  | Paul Trippier         | -      | + 47'30"   |
| 9  | Léon Georget          | -      | + 55'30"   |
| 10 | Oscar Lepoutre        | -      | + 1h00'30" |